# Riane Eisler
Riane Eisler (Vienna, 22 luglio 1931) è una sociologa e saggista statunitense.
Scrittrice ed attivista sociale partecipa a varie organizzazioni che hanno lo scopo di promuovere una cultura ed una società fondate sulla collaborazione anziché sulla competizione e sulla violenza.
L'esperienza fondamentale della sua vita è stata da bambina la fuga con la sua famiglia dall'Austria invasa dai nazisti. Rifugiatisi dapprima a Cuba, emigrarono poi negli Stati Unit d'America dove Riane Eisler si laurea prima in Sociologia e poi in Legge alla University of California.
È autrice di molti libri popolari, di articoli, tiene conferenze, ed è stata consulente internazionale: in Germania su invito della Prof. Rita Suessmuth, già Presidente del Bundestag (il Parlamento tedesco) e di Daniel Goeudevert (Segretario di Volkswagen International); in Colombia, invitata dal sindaco di Bogotà; e nella Repubblica Ceca, invitata da Václav Havel (Presidente della Repubblica Ceca).
È presidente del Center for Partnership Studies (CPS). È stata descritta come una storica della cultura, una "metastorica", una teorica dei modelli evolutivi umani, una studiosa di antropologia. In questo campo è considerata la miglior erede di Marija Gimbutas da cui ha tratto il concetto di gilania (dal greco gyné = donna + lyein/lyo = liberare) a cui ha contrapposto quello di androcrazia (dal greco anér, andròs = uomo + kratòs = governo); in quest'ultimo ha identificato le società caratterizzate da autoritarismo e violenza.
Il suo approccio è decisamente interdisciplinare.

## Modello Mutuale e Modello Dominatore
Secondo Riane Eisler esistono e sono esistiti nella storia e nella protostoria (neolitico ed epipaleolitico) due modelli base di società: quello Dominatore e quello Mutuale. Quello Mutuale si basa sul "potere di attuazione" creativo, crea la vita che si rigenera, si ispira al concetto di unione, è equilibrato. Quello Dominatore è basato sul potere distruttivo (guerra, imposizione violenta, sfruttamento, gerarchia), toglie la vita, sviluppa in modo prioritario le tecnologie del dominio quali la guerra e la schiavitù, è squilibrato.
In definitiva la società Dominatrice descritta da Riane Eisler è una società gerarchizzata basata in ultima istanza sulla paura o sulla forza. Elemento chiave di questo tipo di società è la posizione subordinata e discriminata delle donne, sia nella famiglia che nello stato. Si tratta della società nazista o di quella khomeinista o di quella cattolica, culture insomma dove la violenza cronica, la paura e la regola autoritaria sono la norma.
Questa discriminante (la posizione della donna nella società e nella sua cultura) è un principio di analisi che Riane Eisler propone per superare e rendere superflue schematizzazioni secondo lei obsolete quali: religiosità versus laicismo, destra versus sinistra, capitalismo versus comunismo, Occidentale versus Orientale, industriale versus pre-industriale o post-industriale.
Riane Eisler analizza le "androcrazie" (società a dominio maschile) dei popoli indoeuropei (i popoli kurgan di Marija Gimbutas) e di altre società. A queste società contrappone il modello Mutuale (o "collaborativo") delle società pre-indoeuropee dell'antica Europa del neolitico come prospettato dalla M. Gimbutas.
Un altro importante esempio di società mutuale secondo Riane Eisler è la società minoica dell'antica Creta prima dell'inizio del predominio degli Achei indoeuropei provenienti da Micene. Un punto fondamentale in questa teorizzazione è che non si "contrappone" un modello "patriarcale" (società indoeuropee) ad un modello "matriarcale". Ma un modello in cui un elemento domina sull'altro (che sia il maschio sulla femmina o la femmina sul maschio non fa differenza), ad un modello "equilibrato" che Riane Eisler propone di chiamare "gilanico" dall'unione dei termini greci di maschile e femminile ("gil" ed "an").
Questo è in linea con la sua proposta di un pensiero "non-duale", di una logica e di una psicologia in cui la categoria mentale della contrapposizione viene sostituita da quella della trasformazione.
A supporto che è esistita una società "gilanica" senza predominio di un sesso sull'altro, Riane Eisler utilizza le ricerche archeologiche di Marija Gimbutas, James Mellaart, Nicolas Platon, Vere Gordon Childe. Altre fonti utilizzate sono i Vangeli gnostici ed il poeta dell'antica Grecia Esiodo. L'uso dello schema mutuale/dominatore (partnership/domination in inglese) viene esteso alle società contemporanee analizzando campi che vanno dalla politica alla religione, all'economia, al mondo degli affari, all'educazione.

## La trasformazione culturale
Dall'osservazione della protostoria e della storia consegue che l'evoluzione non sembrerebbe seguire uno schema lineare. Ma periodi di regresso possono seguire a fasi di notevole progresso. I passaggi da un periodo all'altro sembrerebbero in genere di tipo "caotico", quali il periodo che attualmente vivono le varie società contemporanee.
Riane Eisler collega l'evoluzione culturale da lei descritta anche ai lavori di Ilya Prigogine e di Stephen Jay Gould sulla auto-organizzazione e sull'evoluzione degli organismi viventi rispettivamente.

## Opere ed attività
Il best seller internazionale The Chalice and The Blade: Our History, Our Future, stampato in italiano come "Il Calice e la Spada" dalle edizioni Saggi Frassinelli, è stato tradotto in 22 lingue tra cui cinese, russo, coreano, ebraico, giapponese, arabo. È stato definito dall'antropologo Ashley Montagu come il libro più importante dall'Origine delle specie di Charles Darwin.
Questo libro ha ispirato il Professor Min Jiayin dell'Istituto of Filosofia della Accademia Cinese di Scienze Sociali che ha pubblicato nel 1995, per conto della Casa Editrice Cinese di Scienze Sociali, il libro "Il Calice e la Spada nella cultura cinese". In questo lavoro viene provata la teoria della trasformazione culturale di Riane Eisler con la importante scoperta che anche nella preistoria in Asia era avvenuto il passaggio da una cultura di collaborazione (o mutuale) ad una cultura di dominio (o cultura Dominatore). Il suo nuovo libro The Real Wealth of Nations: Creating a Caring Economics è stato salutato dall'Arcivescovo Desmond Tutu come "un modello per il mondo migliore che stiamo con tanta urgenza cercando" e propone un nuovo approccio all'economia che dia priorità alla più importante attività umana: l'attività di prendersi cura delle persone, dell'ambiente, del pianeta.

## Organizzazioni di azione sociale
Il CPS (Center for Partnership Studies) si trova in Pacific Grove, CA. Fondato nel 1987 allo scopo di ricercare, sviluppare e diffondere l'educazione al modello collaborativo proposto da Riane Eisler.
La missione di SAIV (Spiritual Alliance to End Intimate Violence) è quella di fermare la violenza familiare — il terreno di sviluppo della violenza che si esprime poi nella guerra, nel terrorismo, nella repressione politica, e nella criminalità. SAIV è stato fondato da Riane Eisler con il premio Nobel Betty Williams ed è un progetto del CSP, una organizzazione no-profit riconosciuta dalle Nazioni Unite.

## Pubblicazioni
- 1977 - Dissolution: NoFault Divorce, Marriage, and the Future of Women, New York. MacGraw Hill, now available at iuniverse.com
- 1979 - The Equal Rights Handbook: What ERA means for your life, your rights, and your future, New York. Avon, available at iuniverse.com
- 1987 - The Chalice and The Blade: Our History, Our Future. New York. Harper & Row. Partnership Glossary
- 1996 - Sacred Pleasure: Sex, Myth, and the Politics of the Body. San Francisco. Harper. Partnership Glossary
- 1996- " Il Piacere è Sacro: il mito del sesso come purificazione ". edizioni Frassinelli
- 2000 - Tomorrow's Children: A Blueprint for Partnership Education in the 21st Century
- 2002 - The Power of Partnership: Seven Relationships that will Change Your Life
- 2004 - Educating for a Culture of Peace
- 2006 - Il Calice e la Spada Edizioni Frassinelli
- 2007 - The Real Wealth of Nations: Creating a Caring Economics. San Francisco. Berrett-Koehler.
- 2011 - Il calice e la spada. La civiltà della Grande Dea dal Neolitico ad oggi. Udine. Forum (2 ed.)
- 2012 - Il piacere è sacro. Il potere e la sacralità del corpo e della terra dalla preistoria a oggi. Udine. Forum (2 ed.)